# Plaça del castell (Varsòvia)
Plac Zamkowy (literalment: plaça del castell) és una plaça situada davant del palau reial, antiga residència oficial dels sobirans polonesos, al districte Śródmieście (Nucli urbà) a Varsòvia. És un lloc de trobada per als turistes i pels seus habitants. La plaça (de forma més o menys triangular) és ocupada al sud-oest per la Columna de Segimon i envoltada de cases històriques. Marca el començament de la ruta reial que es dirigeix cap al sud.

## Situació
La columna de Segimon (obra de Clemente Molli, erigida l'any 1644) és el més antic i dels més simbòlics monuments de la ciutat. A l'est de la plaça es troba el palau reial reconstruït després de la devastació de la Segona Guerra Mundial. Era abans la residència dels ducs de Mazovie, a continuació dels reis de Polònia i dels grans ducs de Lituània del segle XVI al segle XVIII.
La plaça va ser construïda entre 1818-1821 i concebuda per Jakub Kubicki després de l'enderrocament dels edificis de la granja del palau reial.
L'any 1949, la plaça és connectada per unes escales automàtiques a la nova Trasa W-Z (carretera est-oest), que passa sota la plaça per un túnel.

## Història
Aquesta plaça ha estat testimoni de moltes escenes dramàtiques a la història de Polònia.
El vespre del 15 d'agost de 1831 els generals Ludwik Bukowski, Antoni Jankowski i alguns altres, acusats de traïció, són linxats per la multitud. Abans de l'alçament de gener de 1863 van tenir lloc manifestacions patriòtiques. El 27 de febrer de 1861, dispars russos maten cinc persones. El 8 d'abril de 1861, els soldats d'infanteria i la cavalleria russa (aproximadament 1.300 homes) dirigida pel general Stepan Aleksandrovich Khrulyov massacren un centenar de civils.
El 12 de maig de 1926, cap a les 18,30 hores, en el transcurs del Cop d'estat de maig, té lloc un enfrontament a la plaça entre les tropes governamentals fidels a Wincenty Witos i els partidaris de Józef Piłsudski.
La plaça que ja havia patit molt, al començament de la Segona Guerra Mundial (setembre 1939), és totalment destruïda durant la insurrecció de Varsòvia.
En el transcurs de l'Estat de setge (1981-1983), la plaça esdevé el teatre de motins particularment brutals. El 3 de maig de 1982 les unitats de ZOMO es precipiten a través dels manifestants.
L'any 1998 en la cruïlla de la plaça Zamkowy i del carrer Senatorska es va descobrir un monument commemorant la massacre de Katyn.